# La inocencia de los musulmanes
La inocencia de los musulmanes (en inglés: Innocence of Muslims) es un cortometraje difundido en 2012 con carácter antimusulmán donde se hace una imagen caricaturesca de Mahoma, en el que lo retratan como a un inepto, manteniendo relaciones sexuales, un defensor de la pedofilia y la homosexualidad, y que duda incluso de que fuese portador de la palabra de Alá. El film fue escrito y producido por el egipcio cristiano-copto Nakoula Basseley Nakoula. De acuerdo con el director, esta película es de carácter político-religiosa, con el fin de demostrar la "hipocresía" del Islam, representados en pasajes de la vida de Mahoma.
El tráiler de unos 13 minutos y publicado en YouTube, generó revueltas en diversas partes del mundo árabe y musulmán tras su doblaje al idioma árabe. Violentas manifestaciones y protestas contra la película estallaron el 11 de septiembre en Egipto y Libia, extendiéndose posteriormente a otras naciones árabes y musulmanas, así como también a algunos países occidentales. Uno de estos ataques fue la toma de la embajada de Estados Unidos en El Cairo, Egipto. Posteriormente los ataques se centraron en Bengasi, Libia, donde se perpetró el asalto al consulado estadounidense en dicha ciudad, en el cual murieron cuatro personas, entre ellas el embajador Christopher Stevens, aunque pudo haber sido un ataque planificado previamente y no relacionado con el vídeo.

## Producción
En verano de 2009 una productora llamada DW anunció un casting para la filmación de la película (producida por "Sam Bassiel" y dirigida por un tal Alan Roberts) inicialmente llamada Desert warrior, que no vio la luz y cuyo material sería empleado posteriormente en la película Innocence of Muslims. La película independiente fue producida y dirigida por "Sam Bacile", inicialmente descrito como de 56 años de edad (52 años de edad de acuerdo con The Wall Street Journal), desarrollador de bienes raíces de Israel, que habló por teléfono con Associated Press. Las autoridades israelíes no encontraron ninguna evidencia de que él fuera un ciudadano israelí, y no hay evidencia de un tal Sam Bacile con alrededor de 50 años de edad que viva en California o tenga una licencia de bienes raíces  o con participación en el cine de Hollywood. Aunque "Bacile", afirmó que la película había sido hecha por 5 millones de dólares de más de 100 donantes judíos, Hollywood Reporter describe la apariencia de la película como poco profesional, con lo que esta afirmación está en duda. El consultor autoidentificado de la película, Steve Klein le habría dicho a Bacile: "Usted va a ser el próximo Theo van Gogh". Klein dijo más tarde al periodista Jeffrey Goldberg que Bacile no es una persona real y no es israelí o judía, como se ha informado, y que el nombre es un seudónimo de unos quince coptos y cristianos evangélicos de Siria, Turquía, Pakistán y Egipto. Goldberg pone en duda la fiabilidad de Klein. De acuerdo con un hombre que se identificó con el Wall Street Journal como Bacile, la película fue producida para llamar la atención sobre lo que él llamó los "hipocresía" del Islam. Según la Agencia AP, "Sam Bacile" sería en realidad Nakoula Basseley Nakoula, un cristiano copto residente en EE. UU.

## Promoción y recepción
Terry Jones, un pastor estadounidense que se hizo famoso por la quema de ejemplares del Corán ha sido uno de los principales promotores de la película. Planeó mostrar un anticipo de 13 minutos el 11 de septiembre en su iglesia en Gainesville (Florida). Afirmó que "es una producción estadounidense, cuya intención no es atacar a los musulmanes, sino mostrar la ideología destructiva del Islam" y "además, la película muestra de manera satírica la vida de Mahomet". En el tráiler, por ejemplo, una anciana dice: "Tengo más de 120 años. En mi vida nunca he conocido a un matón asesino como Mahoma. Mata a hombres. Captura a mujeres y niños. Roba las caravanas. Rompe acuerdos y tratados. Vende niños como esclavos después de que él y sus hombres los hayan usado".
En julio de 2012, un extracto de 14 minutos de la película, en inglés, estaba disponible en YouTube. En septiembre, la película con subtítulos en árabe, atrajo la atención de los líderes musulmanes que criticaron la descripción de Mahoma. Según el Daily Telegraph, la película describe a Mahoma como un defensor de la pedofilia y la homosexualidad, y le muestra realizando actos sexuales.
Traducido al dialecto egipcio por autores anónimos, una versión en árabe se distribuyó en Twitter, y luego en los canales de noticias árabes y especialmente egipcios, donde se transmitió fragmentos de la película y se invitó a los líderes musulmanes a que la denunciaran.
Morris Sadek, un egipcio copto conocido en los Estados Unidos por su anti-islamismo ha hecho promoción de las imágenes que, según él, muestran la represión a la que los coptos en Egipto se enfrentan, en su sitio web y en la televisión, afirmando que "La violencia generada en Egipto es una prueba más de cómo la religión y la gente es violenta en Egipto, y la prueba de que la película muestra hechos reales".
Según un periódico de El Cairo, la película fue denunciada por el dirigente de un partido político egipcio, y también la embajada de EE. UU. en El Cairo emitió una declaración condenando lo que llamó "los continuos esfuerzos por parte de personas equivocadas por herir los sentimientos religiosos de los musulmanes" en una aparente referencia a la película. Durante el mismo día, un extracto de dos minutos doblado al árabe fue transmitido por el jeque Khaled en Al-Nas, una emisora de televisión egipcia. En el extracto, el actor que interpreta a Mahoma llama a un burro "el primer animal musulmán".